# Naule Katuwal
Naule Katuwal (nep. नौली कटुवाल) – gaun wikas samiti w zachodniej części Nepalu w strefie Bheri w dystrykcie Dailekh. Według nepalskiego spisu powszechnego z 2011 roku liczył on 835 gospodarstw domowych i 4416 mieszkańców (2268 kobiet i 2148 mężczyzn).